# RoboCup Rescue

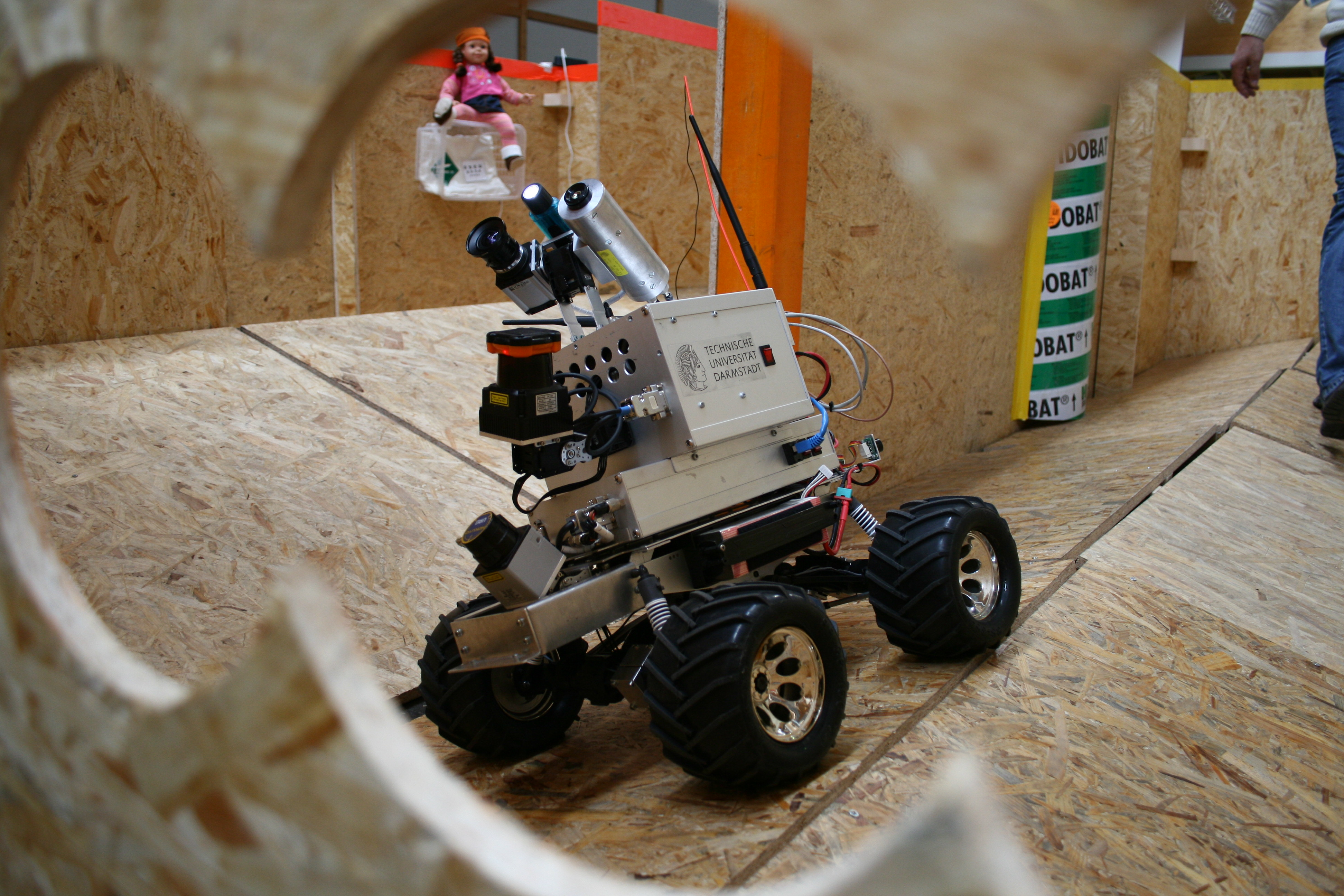
Rescue Robot

La RoboCup Rescue è una competizione internazionale, inserita nel contesto della manifestazione RoboCup, il cui scopo è quello di incoraggiare lo sviluppo e la ricerca tecnologica nel salvataggio di esseri umani in strutture danneggiate da terremoti, fiamme, incidenti e così via.
Attualmente, durante le competizioni, vengono preparate degli scenari che riproducono l'interno di edifici colpiti da terremoti o incendi, secondo gli standard NIST Usar Test Facility. Ogni squadra in gara presenta uno o più robot che dovranno esplorare l'ambiente in modalità autonoma o teleoperata.
Lo sviluppo di robots in grado di agire in maniera autonoma ed esplorare tali ambienti, individuando le eventuali vittime, è una sfida interessante, in quanto coinvolge aspetti quali la mappatura dell'ambiente, la localizzazione del robot, l'individuazione degli ostacoli e delle vittime e la necessità di predisporre una modalità di esplorazione completamente autonoma in caso di impossibilità di comunicare col robot.
Dall'edizione di Brema 2006 è stata introdotta, nella Rescue Simulation League, la disciplina 3D Simulation, basata sull'utilizzo del simulatore UsarSim.